# Pierre Bertius
Pour les articles homonymes, voir Bertius.
Pierre Bertius, né le 14 novembre 1565 à Beveren-aan-de-Ijzer et mort le 3 octobre 1629 à Paris, est un mathématicien et cartographe néerlandais.

## Biographie
Après avoir fait ses études à l’université de Leyde, Bertius y obtint une chaire de professeur de mathématiques. Il organisa la bibliothèque de la ville et voyagea avec Juste Lipse en Allemagne, Pologne et Russie mais, ayant pris parti pour les doctrines arminiennes, il fut destitué et obligé, en 1620, de se réfugier en France. Deux ans auparavant, Louis XIII lui avait donné le titre de son géographe. Réfugié en France, il abjura le protestantisme, et fut nommé professeur d’éloquence, historiographe du roi, et professeur de mathématiques au Collège royal.
Il a publié des ouvrages théologiques. Le plus célèbre de ses ouvrages est le Theatrum geographiæ veteris, 2 vol. in-fol., 1618-1619, compilation des ouvrages de Ptolémée, de l’Itinéraire d’Antonin, de la Notice des provinces, de la table de Peutinger, etc. On lui doit encore des cartes des évêchés des Gaules, de l’empire de Charlemagne, et de presque toutes les parties du monde connu des anciens. Son ouvrage le plus savant est celui qu’il composa en 1629, à l’occasion de la construction de la digue par laquelle Richelieu fit fermer le port de la Rochelle. intitulé : De aggeribus et pontibushactenus ad mare extructis digestum novum, qui a été réimprimé dans le Thes. antiq. rom., t. II, p. 916.

## Œuvres
- Traité de l'ordre et de l'usage d'une bibliothèque, 1595.
- Theatrum geographiae veteris, 2 vol., 1619.
- Tabulae geographicae, 1616.
- Commentarii rerum germanicarum, 1616 et 1635.
- Le Grand Vol des princes, publié en 1652.

## Sources
- Louis Charles Dezobry et Théodore Bachelet, Dictionnaire de biographie, t. 1, Paris, Charles Delagrave, 1876, p. 287.
- Philippe Le Bas, France dictionnaire encyclopédique, t. 2 B-Bg., Paris, Firmin Didot, 1840, 576 p., p. 467.